# Simple Mass
Simple Mass opus 282 is een mis gecomponeerd door Alan Hovhaness. Het werk dateert uit het midden van de zeventiger jaren. 
Hovhaness schreef tal van religieuze werken, terwijl hij geen geloof aanhing. Hij schreef ze vanuit een meer spirituele optiek. Anderzijds moest Hovhaness natuurlijk in zijn levensonderhoud voorzien en ook dat was een reden om werken voor kerkkoren te schrijven. Meestal waren dat losse stukken, maar in dit geval schreef hij een complete mis.
Het werk begint met een prelude voor kerkorgel solo. Vervolgens zingen de vier solisten en het gemengd koor unisono de tekst. De muziek is zo geschreven dat een goed muzikaal opgeleide congregatie het werk kan uitvoeren.
De indeling:
1. Prelude
2. Lord, have mercy
3. Glory to Go
4. We believe in one God
5. Holy
6. Lamb of God

De “orkestratie” van de Simple Mass lduit:
- solosopraan
- soloalt
- solotenor
- solobariton
- gemengd koor (sopranen, alten, tenoren, baritons)
- kerkorgel